# Persone di nome Matías/Calciatori
| Questa pagina contiene informazioni ricavate automaticamente dalle voci biografiche con l'ausilio del template Bio e di un bot. L'aggiornamento è periodico e automatico e ricostruisce completamente la pagina. Se manca una persona in questa lista, sei pregato di non aggiungerla, ma accertati piuttosto che la sua voce biografica contenga il template Bio e che i dati anagrafici siano correttamente compilati. Se il template Bio manca, inseriscilo tu stesso o, in alternativa, metti l'avviso {{tmp\|Bio}} che ne segnala la mancanza. Se i dati riportati sono sbagliati, correggi direttamente la voce biografica; le modifiche saranno visibili in questa lista entro pochi giorni. Per chiarimenti vedi il progetto antroponimi. La lista contiene solo le 141 persone che sono citate nell'enciclopedia e per le quali è stato implementato correttamente il template Bio. Pagina aggiornata al 16 ott 2024. |

Questa è una lista di persone presenti nell'enciclopedia che hanno il nome Matías e sono calciatori.

## A(8)
- Matías Abaldo, calciatore uruguaiano (Montevideo, n. 2004)
- Matías Abelairas, ex calciatore argentino (Olavarría, n. 1985)
- Matias Abisab, calciatore uruguaiano (Montevideo, n. 1993)
- Matías Aguirregaray, calciatore uruguaiano (Porto Alegre, n. 1989)
- Matías Alfonso, calciatore paraguaiano (Ciudad del Este, n. 2000)
- Matías Alonso, ex calciatore uruguaiano (Montevideo, n. 1985)
- Matías Alustiza, calciatore argentino (Azul, n. 1984)
- Matías Aranzábal, calciatore spagnolo (San Sebastián, n. 1900 - † 1963)

## B(5)
- Matías Ballini, calciatore argentino (Campana, n. 1988)
- Matías Bazzi, calciatore argentino (La Plata, n. 2001)
- Matías Belloso, calciatore argentino (Rosario, n. 2000)
- Matías Blásquez, calciatore cileno (Viña del Mar, n. 1991)
- Matías Britos, calciatore uruguaiano (San Carlos, n. 1988)

## C(16)
- Matías Cabrera, ex calciatore uruguaiano (Montevideo, n. 1986)
- Matías Cabrera, calciatore uruguaiano (Montevideo, n. 2002)
- Matías Cahais, calciatore argentino (Morón, n. 1987)
- Matías Campos López, calciatore cileno (Santiago del Cile, n. 1991)
- Matías Campos, calciatore cileno (Santiago del Cile, n. 1989)
- Matías Caruzzo, ex calciatore argentino (Buenos Aires, n. 1984)
- Matías Caseras, calciatore uruguaiano (Colonia del Sacramento, n. 1992)
- Matías Fidel Castro, calciatore uruguaiano (Canelones, n. 1987)
- Matías Gastón Castro, calciatore argentino (Neuquén, n. 1991)
- Matías Catalán, calciatore argentino (Mar del Plata, n. 1992)
- Matías Celis, ex calciatore cileno (Santiago del Cile, n. 1989)
- Matías Conti, ex calciatore argentino (Reconquista, n. 1990)
- Matías Córdoba, ex calciatore argentino (Lanús, n. 1984)
- Matías Cortave, calciatore argentino (Quilmes, n. 1992)
- Matías Cuffa, calciatore argentino (Alta Gracia, n. 1981)
- Matías Cóccaro, calciatore uruguaiano (Pirarajá, n. 1997)

## D(7)
- Matías Defederico, ex calciatore argentino (Buenos Aires, n. 1989)
- Matías Degra, ex calciatore argentino (Córdoba, n. 1983)
- Matías Delgado, ex calciatore argentino (Rosario, n. 1982)
- Matías Dituro, calciatore argentino (Bigand, n. 1987)
- Matías Donnet, ex calciatore argentino (Esperanza, n. 1980)
- Matías Dufour, calciatore uruguaiano (Montevideo, n. 1999)
- Matías de los Santos, calciatore uruguaiano (Salto, n. 1992)

## E(3)
- Matías Escobar, ex calciatore argentino (Rosario, n. 1982)
- Matías Escudero, calciatore argentino (San Luis, n. 1988)
- Matías Esquivel, calciatore argentino (n. 1999)

## F(6)
- Matías Faber, calciatore uruguaiano (Montevideo, n. 1999)
- Matías Fernández, calciatore cileno (Valparaíso, n. 1995)
- Matías Fernández, ex calciatore cileno (Buenos Aires, n. 1986)
- Matías Ferreira, calciatore uruguaiano (Rivera, n. 2002)
- Matías Fissore, calciatore argentino (San Marcos Sud, n. 1990)
- Matías Fritzler, ex calciatore argentino (Lomas de Zamora, n. 1984)

## G(14)
- Matías Galarza, calciatore paraguaiano (Asunción, n. 2002)
- Matías Alejandro Galarza, calciatore argentino (San Isidro, n. 2002)
- Matías Gallardo, calciatore uruguaiano (Paysandú, n. 2000)
- Matías Garavano, ex calciatore argentino (San Nicolás, n. 1984)
- Matías Garrido, calciatore argentino (San Juan, n. 1986)
- Matías Daniel Giménez, calciatore argentino (San Juan, n. 1999)
- Matías Giménez, calciatore argentino (Apóstoles, n. 1984)
- Matías Godoy, calciatore argentino (Santa Fe, n. 2002)
- Matías González, calciatore uruguaiano (Artigas, n. 1925 - Montevideo, † 1984)
- Matías González Márquez, calciatore uruguaiano (Montevideo, n. 2002)
- Matías González, calciatore argentino (Buenos Aires, n. 2002)
- Matías Gutiérrez, calciatore cileno (n. 1994)
- Matías Gómez, calciatore argentino (La Leonesa, n. 1998)
- Matías Gómez, calciatore argentino (San Justo, n. 2003)

## I(1)
- Matías Ibáñez, calciatore argentino (Buenos Aires, n. 1986)

## J(2)
- Matías Jadue, calciatore cileno (Santiago, n. 1992)
- Matías Jones, calciatore uruguaiano (Montevideo, n. 1991)

## L(5)
- Matías Laba, calciatore argentino (Villa Raffo, n. 1991)
- Matías Lacava, calciatore venezuelano (Caracas, n. 2002)
- Matías Lazo, calciatore peruviano (Arequipa, n. 2003)
- Matías Lequi, ex calciatore argentino (Rosario, n. 1981)
- Matías Nahuel, calciatore argentino (Rosario, n. 1996)

## M(15)
- Matías Malvino, calciatore uruguaiano (Montevideo, n. 1992)
- Matías Mansilla, calciatore argentino (Los Juriés, n. 1996)
- Matías Mantilla, ex calciatore argentino (Buenos Aires, n. 1981)
- Matías Manzano, ex calciatore argentino (Córdoba, n. 1986)
- Matías Martínez, ex calciatore argentino (Resistencia, n. 1988)
- Matías Marín, calciatore cileno (Viña del Mar, n. 1999)
- Matías Mayer, calciatore argentino (Neuquén, n. 1996)
- Matías Melluso, calciatore argentino (La Plata, n. 1998)
- Matías Meneses, calciatore cileno (Coltauco, n. 1999)
- Matías Mir, calciatore uruguaiano (Las Palmas de Gran Canaria, n. 2003)
- Matías Miramontes, ex calciatore argentino (Banfield, n. 1981)
- Matías Miranda, calciatore argentino (La Plata, n. 2000)
- Matías Morello, calciatore argentino (Mar del Plata, n. 2001)
- Matías Moreno, calciatore argentino (Córdoba, n. 2003)
- Matías Moya, calciatore argentino (Neuquén, n. 1998)

## N(5)
- Matías Nani, calciatore argentino (Pozo del Molle, n. 1998)
- Matías Navarrete, calciatore cileno (Santiago del Cile, n. 1992)
- Matías Nizzo, calciatore argentino (Zárate, n. 1989)
- Matías Noble, calciatore argentino (Berisso, n. 1996)
- Matías Núñez, calciatore argentino (Posadas, n. 2000)

## O(3)
- Matías Ocampo, calciatore uruguaiano (Montevideo, n. 2002)
- Matías Orihuela, calciatore argentino (Córdoba, n. 1992)
- Matías Oyola, calciatore argentino (Río Cuarto, n. 1982)

## P(13)
- Matías Palacios, calciatore argentino (General Pico, n. 2002)
- Matías Palavecino, calciatore argentino (Rosario, n. 1998)
- Matías Pardo, calciatore argentino (Lanús, n. 1995)
- Matías Pellegrini, calciatore argentino (Magdalena, n. 2000)
- Matías Perelló, calciatore argentino (Puerto San Martin, n. 2001)
- Matías Pérez García, calciatore argentino (Salta, n. 1984)
- Matías Pérez, ex calciatore uruguaiano (Cardona, n. 1985)
- Matías Pisano, calciatore argentino (Buenos Aires, n. 1991)
- Matías Porcari, ex calciatore argentino (Laguna Larga, n. 1986)
- Matías Presentado, calciatore argentino (Mar del Plata, n. 1992)
- Matías Pérez Acuña, calciatore argentino (Buenos Aires, n. 1994)
- Matías Rodrigo Pérez, calciatore paraguaiano (Asunción, n. 1994)
- Matías Pérez, calciatore argentino (n. 1999)

## Q(1)
- Matías Quiroga, calciatore argentino (San Luis, n. 1986)

## R(14)
- Matías Reali, calciatore argentino (La Plata, n. 1997)
- Matías Rigoleto, calciatore uruguaiano (Montevideo, n. 1995)
- Matías Rocha, calciatore uruguaiano (Paysandú, n. 2001)
- Gastón Rodríguez Olivera, calciatore uruguaiano (Montevideo, n. 1994)
- Matías Rodríguez, ex calciatore argentino (San Luis, n. 1986)
- Matías Ezequiel Rodríguez, calciatore argentino (Pablo Podestá, n. 1993)
- Matías Rojas, calciatore paraguaiano (Asunción, n. 1995)
- Matías Romero, calciatore argentino (San Miguel de Tucumán, n. 1996)
- Matías Rosales, calciatore argentino (General Alvear, n. 2005)
- Matías Roskopf, calciatore argentino (Paraná, n. 1998)
- Matías Rosso, ex calciatore argentino (n. 1993)
- Matías Rubio Navarro, ex calciatore spagnolo (Aldaia, n. 1971)
- Matías Martín Rubio, ex calciatore cileno (Calama, n. 1988)
- Matías Ruiz Díaz, calciatore argentino (La Plata, n. 1996)

## S(10)
- Matías Sánchez, ex calciatore argentino (Temperley, n. 1987)
- Matías Santos, calciatore uruguaiano (Montevideo, n. 1994)
- Matías Sarulyte, calciatore argentino (Colón, n. 1989)
- Matías Segovia, calciatore paraguaiano (Caaguazú, n. 2003)
- Matías Sepúlveda, calciatore cileno (Santiago del Cile, n. 1999)
- Matías Silva, calciatore uruguaiano (Melo, n. 2004)
- Matías Silvestre, ex calciatore argentino (Mercedes, n. 1984)
- Matías Soulé, calciatore argentino (Mar del Plata, n. 2003)
- Matías Suárez, calciatore argentino (Córdoba, n. 1988)
- Matías Santiago Sánchez, calciatore argentino (San Martín, n. 1996)

## T(4)
- Matías Tagliamonte, calciatore argentino (Rafaela, n. 1998)
- Matías Tellechea, calciatore uruguaiano (Maldonado, n. 1992)
- Matías Tissera, calciatore argentino (Rojas, n. 1996)
- Matías Toma, calciatore uruguaiano (Montevideo, n. 1995)

## U(1)
- Matías Urbano, ex calciatore argentino (Cipolletti, n. 1981)

## V(6)
- Matías Vargas, calciatore argentino (Salta, n. 1997)
- Matías Vecino, calciatore uruguaiano (Canelones, n. 1991)
- Matías Vega, calciatore argentino (Rosario, n. 1986)
- Matías Vera, calciatore argentino (Buenos Aires, n. 1995)
- Matías Viña, calciatore uruguaiano (Empalme Olmos, n. 1997)
- Matías Vásquez, calciatore cileno (n. 2003)

## Z(2)
- Matías Zaldivia, calciatore argentino (San Isidro, n. 1991)
- Matías Zaldívar, calciatore argentino (Avellaneda, n. 1995)